# Ron van der Hoff
Ron Luitjen Lucia van der Hoff (* 26. März 1978 in Venray) ist ein ehemaliger niederländischer Bogenschütze.

## Karriere
Ron van der Hoff gewann mit der niederländischen Mannschaft bei den Europameisterschaften 2002 im finnischen Oulu die Silbermedaille. Es folgte Mannschaftsgold bei den Europameisterschaften 2004 und die damit verbundene Qualifikation für die Olympischen Spielen 2004 in Athen. Im Einzelwettbewerb schied er in der zweiten Runde gegen Satyadev Prasad aus Indien aus. Im Endklassement belegte er schließlich Rang 30. Besser lief es zusammen mit seinen Teamkollegen Wietse van Alten und Pieter Custers. Im Mannschaftswettbewerb erreichten sie Platz fünf.